# Helicius
Helicius là một chi nhện trong họ Salticidae.

## Các loài
Chi này có các loài:
- Helicius chikunii (Logunov & Marusik, 1999)
- Helicius cylindratus (Karsch, 1879)
- Helicius hillaryi Żabka, 1981
- Helicius kimjoopili Kim, 1995
- Helicius yaginumai Bohdanowicz & Prószyński, 1987